# Unimog Museum

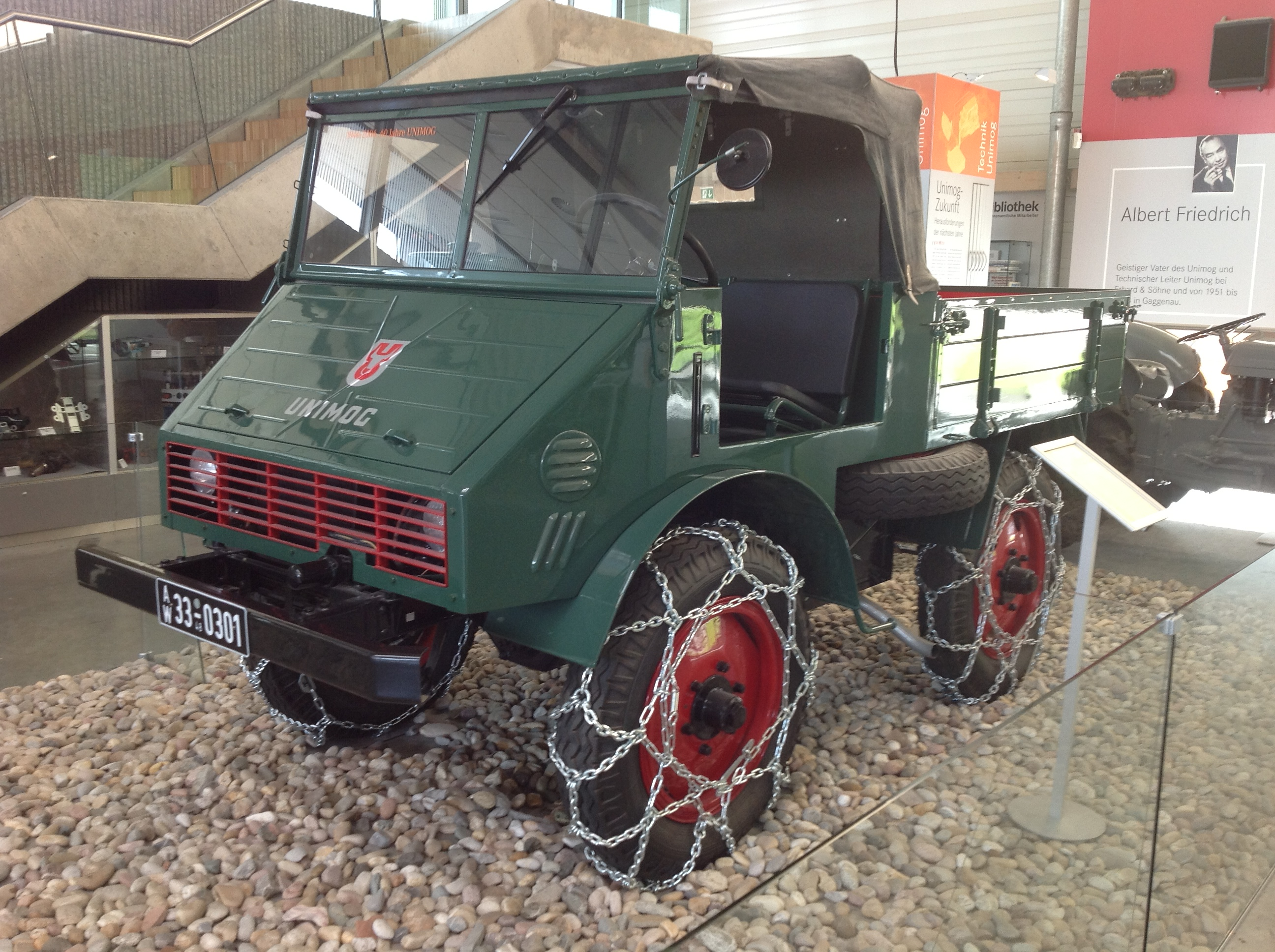
Unimog prototype nummer 6, Unimog U6

Het Unimog-Museum  geeft een historisch overzicht van alle bijzonderheden van de terreinwagens van Unimog. Diverse voertuigen over de gehele productie geschiedenis staan opgesteld. Het buitenterrein biedt de mogelijkheid om met een Unimog voertuig mee te rijden over diverse obstakels. Het museum bevindt zich in de stad Gaggenau, in de Duitse deelstaat Baden-Württemberg, en werd in 2006 voor het publiek geopend.

## Geschiedenis
In de directe omgeving van het museum stond de belangrijkste productielocatie voor Unimogvoertuigen. In de herfst van 1950 nam Daimler-Benz de productie van Unimog over van Boehringer. Op 3 juni 1951 verliet de eerste Unimog, type 2010, de fabriek in Gaggenau. In 1994 werd rolde het 300.000e Unimogvoertuig er van de band. Op 2 augustus 2002 liep het laatste voertuig van de band en de productie werd verplaatst naar de fabriek voor lichte bedrijfsvoertuigen van Daimler-Benz in Wörth am Rhein. De fabriek in Gaggenau wordt nog steeds gebruikt voor de productie van onderdelen en componenten.
In november 2002 werd een vereniging opgericht met de bedoeling om een museum te stichten. Op 5 maart 2005 werd met de bouw begonnen en de opening ervan vond plaats op 3 juni 2006.

## Collectie
In het gebouw staan diverse modellen van Unimog opgesteld. Het oudste voertuig in de collectie is de Unimog U6, waarbij het nummer staat voor het zesde prototype. Het was in augustus 1948 afgewerkt en werd tentoongesteld op een landbouwtentoonstelling in Duitsland. Het is uitgerust met een viercilinder dieselmotor, met een cilinderinhoud van 1.697 cc en een vermogen van 25 pk. Het voertuig werd in 1989 herontdekt en gerestaureerd. Sinds 2008 is het opgenomen in de collectie van het museum.
Bij de voertuigen staan uitgebreide beschrijvingen, maar de geschiedenis van het bedrijf en de belangrijkste medewerkers wordt ook voorgesteld. Naast het museum buiten is een klein proeftraject aangelegd, de bezoeker kan hier met een Unimog meerijden en ook bestaat de mogelijkheid om zelf met een voertuig te rijden.
Er zijn wisseltentoonstellingen waarbij speciale aspecten van de Unimog voertuigen worden belicht. Er waren speciale tentoonstellingen over reddingsvoertuigen, verbouwde Unimogs tot kampeerwagens en voertuigen speciaal voor de bos- en landbouw.